# 法比安上校站
法比安上校站（法語：Colonel Fabien）是法国巴黎地铁2号线的一个车站，位于巴黎第十区和巴黎十九区的边界，法比安上校广场的上方，於1903年1月31日启用。车站以法国共产党抵抗运动英雄，皮埃尔·乔治的战时姓名“法比安上校”命名，其於1941年在巴貝斯-洛舒雅站暗殺一名德國士兵。

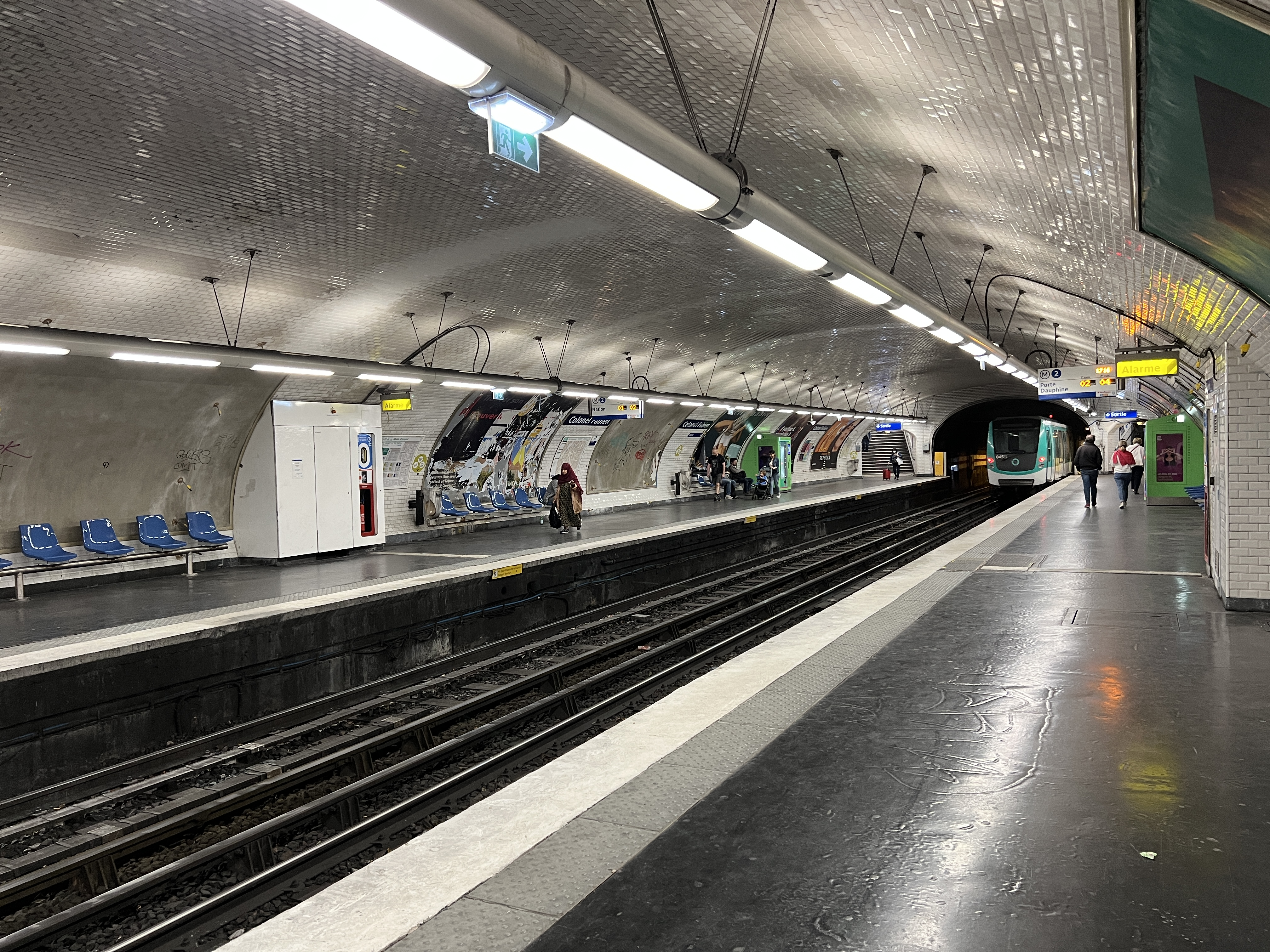
月台 (2022年7月)

## 車站結構
| G 街道 |                    |                      |
| M      | 月台連接夾層       |                      |
| P 月台 | 側式月台，右側開門 | 側式月台，右側開門   |
| P 月台 | 1號月台            | 往王妃門（饒勒斯）   |
| P 月台 | 2號月台            | 往民族廣場（美麗城） |
| P 月台 | 側式月台，右側開門 |                      |